# Antoni Brenac
Antoni Brenac (o Brenach) (Vinçà, el Conflent,? – Montserrat, 1555), fou un poeta humanista català del segle xvi, monjo de Montserrat.

## Vida[3]
Els estudiosos, com Clara Barnada, l'han arribat a considerar el més important dels poetes humanistes catalans del segle xvi. Segons la ressenya biogràfica que en feu el canonge Collell, va cursar els estudis d'humanitats i de dret civil i canònic amb un profit notable, com resulta de l'erudició que revela la seva obra. Això no obstant, va abandonar la carrera jurídica per adoptar la vida religiosa. Va ingressar al monestir benedictí de Sant Martí de Canigó, on va romandre durant un temps. El 1527, ingressà al monestir de Montserrat, on va ser ordenat sacerdot, i on s'ocupà també d'ensenyar gramàtica i retòrica als novicis. Quatre anys després, va ser nomenat abat del monestir de Sant Genís de Fontanes, al seu Rosselló natal. A l'esmentat convent, hi va romandre quatre anys més fins que, a causa de discrepàncies, va demanar de tornar a Montserrat. D'allí va ser destinat a Castella, on passà més de deu anys, concretament als monestirs de Sant Benet de Valladolid i al de San Salvador de Oña. Tal com indica Jaume Collell, el trasllat del monjo rossellonès a terres castellanes es degué veure motivat per la influència a l'època de superiors forasters a Montserrat, que solien desplaçar del monestir els monjos catalans. Després de demanar amb insistència, durant la llarga temporada que va passar a Castella, el seu retorn a Montserrat, finalment li fou concedit i allà passà els darrers dies de la seva vida. Hi morí l'any 1555, segons el necrologi de Montserrat.

## Obra
La seva obra va romandre inèdita fins al segle xix, quan el canonge Collell en descobrí els manuscrits i va publicar-ne una part sota el títol de La musa latina de Montserrat, el 1893. Posteriorment, el 1927, el poema Saxia va ser traduït al català per un altre monjo montserratí, Antoni Ramon Arrufat.
Les seves dues obres principals són el poema Saxia i els cants heroics de Novem musae. El primer és un extens poema descriptiu dedicat a Montserrat i és el més conegut i admirat. El mateix autor, això no obstant, considerava que la seva obra més reeixida era Novem musae, en la qual les vides de nou grans sants de l'Església són cantades per les nou Muses del Parnàs, combinant així els elements pagans amb la tradició cristiana, en línia amb l'esperit renaixentista. Els versos del monjo rossellonès mostren un perfecte domini de la mètrica llatina i un gran nivell d'erudició, tant sagrada com profana. L'extensió de la seva obra era, també, considerable, ja que abastava uns 11.182 versos, un miler menys que els de l'obra total del gran poeta clàssic Virgili, segons remarca Clara Barnada. Tot plegat, li ha valgut l'apel·latiu d'«el príncep dels poetes montserratins».
Tota l'obra que ens n'ha pervingut és poètica i en llatí:
- Historia Regii Monasterii Montis Serrati seu Saxia (poema heroicodescriptiu de la muntanya de Montserrat, concebut a la manera clàssica)[4]
- Novem Musae seu Novem Vitae Sanctorum (la majoria d'aquestes vides es troben mutilades, i dues s'han perdut completament)
- Epithalamium Salomonis[5]
- Hymnus et vita beatae Matronae Barcinonensis Virginis et Martyris
- Agon sanctissimae Virginis et Martyris Eulaliae Barcinonensis (petit poema també incomplet).